# Neobnovljivi viri energije
Večina neobnovljivih virov energije so fosilna goriva,  ,... Skupaj predstavljajo skoraj 65 %  od skupno proizvedene energije. Mednje uvrščamo premog, zemeljske pline in nafto. Njihove zaloge gredo h koncu in jih bo tudi po najbolj optimističnih napovedih zmanjkalo v 21. stoletju. Nafte ne uporabljamo samo za motorje z notranjim zgorevanjem (bencinski in dizelski motor) ampak je zelo pomembna tudi drugje. Predvsem v kemijski industriji, na primer za predelavo v plastične snovi. Zemeljske pline uporabljamo npr. za ogrevanje, premog pa največ za ogrevanje in v termoelektrarnah. Električno energijo za gospodarstvo in gospodinjstvo proizvajajo v glavnem termoelektrarne na premog, jedrske elektrarne in hidroelektrarne. Fosilna goriva prištevamo med neobnovljive energijske vire, ker je za njihov nastanek potrebnih več milijonov let, kar je v primerjavi z zgodovino človeštva zelo dolgo. Kot zanimivost bi še povedali: več kot pol milijona velikih elektrarn deluje noč in dan, leto za letom da zadovolji elektrike željne stranke.

## Fosilna goriva v preteklosti
V preteklosti je bil premog edino fosilno gorivo, ki so ga poznali. Na Kitajskem so verjetno že pred 3000 leti uporabljali premog pri proizvodnji bakra. 700 let pozneje so premog uporabljali stari Grki za njimi pa tudi Rimljani. Pred 1000 leti so tudi Indijanci Hopi na ozemlju današnjih ZDA uporabljali premog za izdelavo lončnih posod.

## Premog
Les je precej šibko gorivo, kar veliko ga porabimo, da segrejemo in zavremo liter mrzle vode. Če bi les uporabljali kot gorivo v termoelektrarnah, bi hitro posekali vse gozdove. Zato raje uporabljamo premog, ki daje precej več energije kakor les. Les in premog sta trdi gorivi. Skoraj dve petini svetovne električne energije prihaja iz elektrarn na premog.

## Izvor fosilnih goriv
Po svetu krožita dve teoriji o nastanku fosilnih goriv; bolj  pogosta biogenična ter abiogenična teorija. Biogenična teorija pravi, da so fosilna goriva nastala iz rastlin in živali v sedimentnih kamninah. Abiogenična teorija pa pravi, da so ogljikovi hidrati nastali ob nastanku zemlje. Biogenična teorija je bolj priljubljena, saj večina znanstvenikov trdi, da je bila zemlja ob nastanku vroča. To pa naj bi preprečilo nastanek ogljikovih hidratov.

## Nafta
Nafta je gosta temno rjava ali zelenkasta vnetljiva tekočina, ki se nahaja v zgornjih plasteh nekaterih delov zemljine skorje. Danes je to zelo pomemben energijski in surovinski vir. Še vedno velja , da nafta ni neskončen energetski vir. Povečana uporaba vodne in jedrske energije ter znanstveni napredek zmanjšujejo našo odvisnost od fosilnih goriv.

## Države proizvajalke
Države, ki proizvajajo največje količine nafte so države bližnjega vzhoda: Savdska Arabija, Iran, Irak, Kuvajt, Združeni arabski emirati, Katar, Bahrajn, potem Rusija in nekatere države bivše Sovjetske zveze, ZDA, Nigerija, Venezuela, Indonezija, Mehika, Norveška ter Združeno kraljestvo.